# Berrahal
Berrahal (em árabe: برحال) é uma comuna localizada na província de Annaba, no extremo leste da Argélia. Sua população era de 22 631 habitantes, em 2008.